# Hans Wolf von Buchwitz und Buchau
Hans Wolf von Buchwitz und Buchau († 25. April 1740 in Breda) war ein schlesischer Adliger, niederländischer Generalmajor und Kommandant von Luxemburg.

## Leben

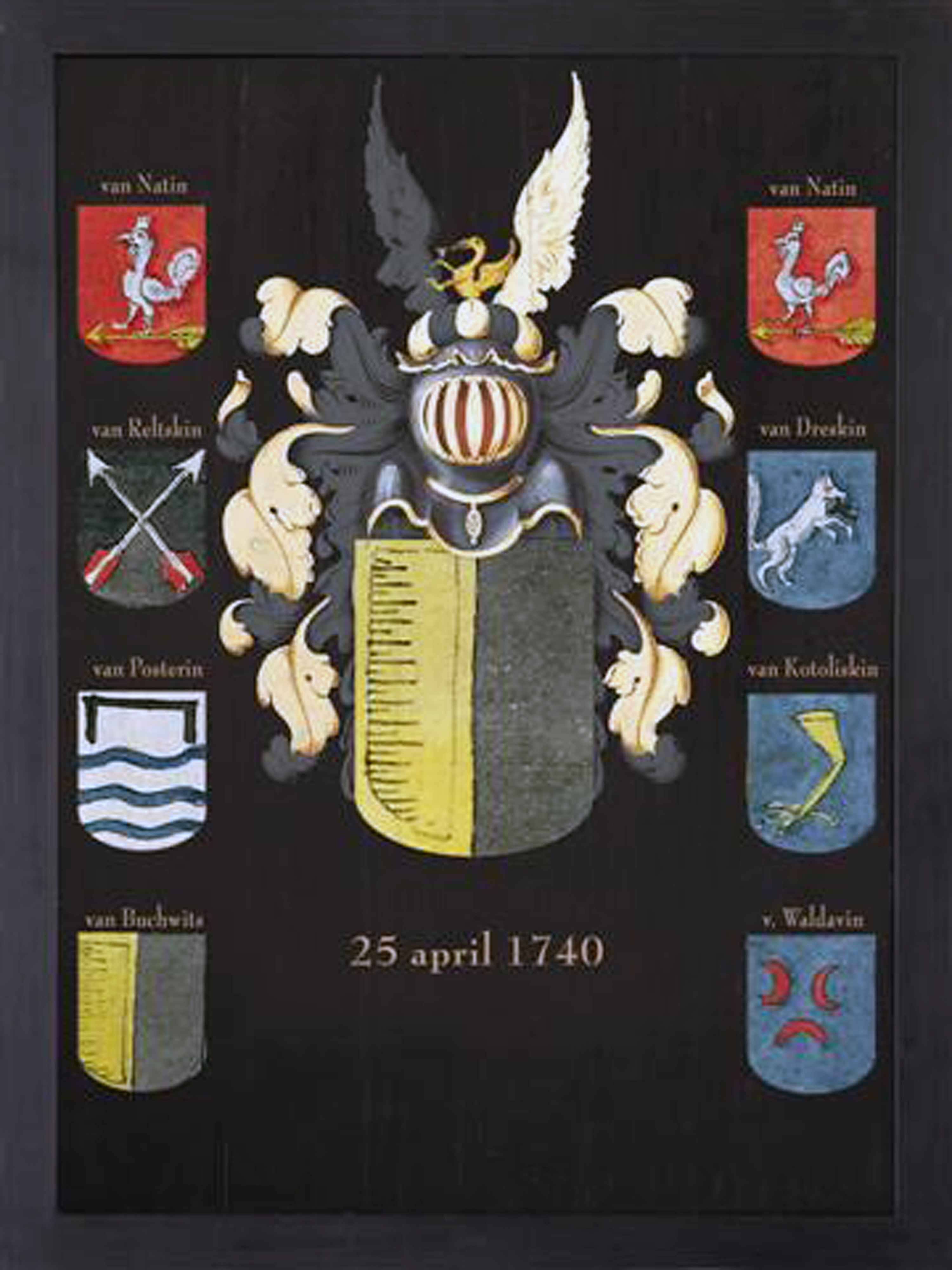
Sterbetafel aus der Grote Kerk Breda, NL, 1740

Hans Wolf von Buchwitz und Buchau war ein Sohn des Erbherrn auf Nieder Stradam Leopold Heinrich von Buchwitz und Buchau (1665–nach 1726). Während sein älterer Bruder Hans Ernst von Buchwitz und Buchau (1696–nach 1717), der spätere Landeshofgerichtsassessor und Landesdeputierter der Freien Standesherrschaft Wartenberg in Schlesien verblieb, den väterlichen Besitz erbte und um Langendorf mehrte, schlug Hans Wolf von Buchwitz und Buchau die Offizierslaufbahn fern der Heimat ein.
Er stand in Kurpfälzischen Diensten, wechselte aber spätestens 1695 in Holländische Dienste und wurde Major im Regiment von General Ernst Wilhelm von Salisch. 1703 wurde er zum Oberstleutnant befördert. Als Kolonel-Commandant übernahm er am 4. Mai 1708 das Infanterie Regiment 673c. 1710 lag er mit seinem Regiment vor Douai im Felde. Erst mit dem Tod von General Salisch im Jahre 1711 wurde er als Oberst auch Inhaber seines Regiments. 1715 noch immer im Rang eines Obersts stand er am Rhein und vor Bonn. Späterhin avancierte er zum Generalmajor und wurde Kommandant von Luxemburg.
Er starb unbeerbt in Breda, wo eine Wappentafel an ihn erinnert.